# Louis Chevalier (Historiker)
Louis Chevalier (* 29. März 1911 in L’Aiguillon-sur-Mer, Département Vendée; † 3. August 2001 in Paris) war ein französischer Sozialhistoriker und Lokalhistoriker von Paris.
Chevalier besuchte das Lycée Henri IV in Paris und war dort Schüler von Émile Chartier (Alain). Ab 1932 studierte er an der École normale supérieure (ENS), wo er ein Freund und Kommilitone von Georges Pompidou war. Nach der Agrégation 1938 war er Tutor an der ENS und unterrichtete an der Ecole libre des sciences politiques, die 1946 zum Institut d’études politiques de Paris (Sciences Po) wurde, wo Chevalier Professor war. Zu seinen Schülern gehörte dort Édouard Balladur. 1952 wurde er Professor am Collège de France auf dem Lehrstuhl für Geschichte und Sozialstrukturen von Paris und Umgebung.
1958 veröffentlichte er eine Studie über die Pariser Arbeiterklasse im 19. Jahrhundert, die viele überkommene Ansichten von Historikern revidierte. Er befasste sich auch mit dem Alltagsleben der Arbeiterklasse in Paris und dessen historischen Veränderungen. Bekannt wurde auch sein Buch über die Ermordung von Paris 1977, in der er die Umwandlung der Stadt ab Ende der 1950er Jahre beklagte, die er mit den Regierungen von  Charles de Gaulle und seinem Kultusminister André Malraux sowie de Gaulles Nachfolger Pompidou verknüpfte. Wichtig war ihm dabei weniger das Verschwinden von Gebäudekomplexen wie den Pariser Markthallen als die der Cafés zum Beispiel am Montmartre (über dessen Geschichte er ein Buch schrieb), die für ihn Träger der Pariser Kultur waren.
1958 wurde er Ritter, 1967 Offizier und 1977 Kommandeur der Ehrenlegion. 1987 erhielt er den Grand Prix der Académie des Sciences Morales et Politiques.

## Schriften
- Le problème démographique nord-africain, PUF, 1947
- La Formation de la population parisienne au XIXè siècle, PUF, collection Travaux et documents / Institut national d’études démographique, 1949
- Démographie générale, éd. Dalloz, 1951
- Madagascar, population et ressources, PUF, collection Institut national d’études démographiques, Travaux et documents, 1952
- Classes laborieuses et classes dangereuses, Plon, collection Civilisations d’hier et d’aujourd’hui, 1958, Neuauflage Paris: Hachette 1978 (Englische Übersetzung Laboring Classes and Dangerous Classes: In Paris During the First Half of the Nineteenth Century,  2000)
- Les Parisiens, Hachette, 1967, 1985
- Histoire anachronique des Français, Paris: Plon, 1974 (erhielt den Grand Prix Gobert)
- L’Assassinat de Paris, Calmann-Lévy, Collection Archives des sciences sociales, 1977, Neuauflage Ivrea 1997 (Englische Übersetzung The Assassination of Paris, University Of Chicago Press, 1994)
- Montmartre du plaisir et du crime, collection Les Hommes et l’histoire, Robert Laffont, 1980
- Histoire de la nuit parisienne : 1940–1960, Fayard, 1982
- Les Relais de mer. Un village de la côte vendéenne de la veille de la guerre de 14 aux lendemains de la Deuxième Guerre mondiale, Fayard, 1983
- Les Ruines de Subure : Montmartre, de 1939 aux années 80, Paris, R. Laffont, 1985
- Juanito : Andalousie de boue et de sang, Paris, Stock, collection, Un Livre, une vie, 1990
- Splendeurs et misères du fait divers, Paris, Perrin, Collection Pour l’Histoire, 2003